# Війна на західному напрямку
«Війна на західному напрямку» (рос. «Война на западном направлении») — український радянський телевізійний фільм (6 серій) 1990 року.

## Сюжет
За мотивами однойменного роману Івана Стаднюка; про трагічні події перших місяців Німецько-радянської війни.
Влітку 1941 року генерал-майор Чумаков був призначений командувачем механізованого корпусу на західному кордоні СРСР. Але починається війна, після недовгих боїв механізований корпус Чумакова опиняється в оточенні…

## Акторський склад
- Віктор Степанов — генерал-майор Федір Ксенофонтович Чумаков
- Арчил Гоміашвілі — Сталин
- Михайло Ульянов — маршал Жуков
- Олег Савкін — Михайло Іванюта
- Ігор Тарадайкін — старший лейтенант Колодяжний
- Євген Жариков — Ворошилов
- Віталій Розстальний — маршал Тимошенко
- Павло Морозенко — генерал-майор Ракутін
- Володимир Куркін — Пилип Іванович Голіков
- Павло Махотін — полковник Семен Мікохін
- ЄвгенСамойлов — Романов Ніл Ігнатович
- Микола Олійник
- Володимир Сєдов[ru]
- Олександр Биструшкін
- Степан Олексенко
- Геннадій Болотов
- Дмитро Наливайчук
- Анатолій Барчук
- Олег Комаров
- Таїсія Литвиненко
- Анатолій Пашнін
- Сергій Підгорний
- Леонід Бакштаєв — генерал-лейтенант
- Іван Мацкевич — Дмитро Григорович Павлов, радянський воєначальник, генерал армії, командувач Західним особливим військовим округом
- Ада Волошина
- Олександр Кузьменко

## Знімальна група
- Режисери: Тимофій Левчук, Григорій Кохан
- Сценаристи: Іван Стаднюк, Едуард Володарський, Григорій Кохан
- Оператори: Едуард Плучик, Олександр Чорний
- Художники: Володимир Агранов, Юрій Муллер
- Звукорежисер: Галина Калашникова
- Композитор: Євген Станкович